# Besbes (Ouled Djellal)
Pour les articles homonymes, voir Besbes.
Besbes, anciennement Ouled Harkat, est une commune de la wilaya d'Ouled Djellal en Algérie.

## Géographie

### Localités de la commune
- Besbes
- Ras El Djedar
- El Bayadh